# Скрытея
Скрытея — деревня в Духовщинском районе Смоленской области России. Входит в состав Пречистенского сельского поселения. Население — 1 житель (2007 год). 
Расположена в северной части области в 45 км к северо-западу от Духовщины, в 17 км западнее автодороги Р136 Смоленск — Нелидово, на берегу реки Скрытейка. В 66 км юго-восточнее деревни расположена железнодорожная станция Ярцево на линии Москва — Минск. 

## История
В годы Великой Отечественной войны деревня была оккупирована гитлеровскими войсками в июле 1941 года, освобождена в сентябре 1943 года.